# Miyakella
Miyakella is een geslacht van kreeftachtigen uit de klasse van de Malacostraca (hogere kreeftachtigen).

## Soorten
- Miyakella holoschista (Kemp, 1911)
- Miyakella nepa (Latreille, Le Peletier de Saint-Fargeau, Serville & Guérin, 1828)